# HK Junison-Moskva
HK Junison-Moskva (russisk: ХК «Юнисон-Москва») er en professionel russisk ishockeyklub fra Moskva, som har hjemmebane i Sportsakademi Dynamo. Klubben blev grundlagt i 2022, og i dens første to sæsoner deltog klubben i juniorligaen NMHL, hvor den i sæsonen 2023-24 vandt mesterskabet. I sæsonen 2024-25 spillede klubben i Ruslands næstbedste ishockeyliga, VHL, hvor den sluttede næstsidst i grundspillet.
Den 12. juli 2025 meddelte klubben, at den som følge af en intern analyse af klubben aktuelle organisatoriske og finansielle situation samt manglende mulighed for at afvikle sine hjemmekampe i en fast arena suspenderede sin deltagelse i VHL i sæsonen 2025-26.

## Historie
Tekst mangler, hjælp os med at skrive teksten

## Sæsoner

### NMHL(2022-24)
| NMHL    | NMHL       | NMHL      | NMHL      | NMHL      | NMHL      | NMHL      | NMHL      | NMHL      | NMHL      | NMHL                                       | NMHL |
| Sæson   | Grundspil  | Grundspil | Grundspil | Grundspil | Grundspil | Grundspil | Grundspil | Grundspil | Grundspil | Slutspil                                   | Ref. |
| Sæson   | Konference | Plac.     | K         | V         | Vo        | To        | T         | Målscore  | Point     | Slutspil                                   | Ref. |
| ------- | ---------- | --------- | --------- | --------- | --------- | --------- | --------- | --------- | --------- | ------------------------------------------ | ---- |
| 2022-23 | Vest       | 3/11      | 40        | 23        | 4         | 4         | 9         | 157-108   | 58        | Kvartfinalist (MHK Rjazan-VDV 2-3 i kampe) |      |
| 2023-24 | Vest       | 1/11      | 40        | 35        | 1         | 2         | 2         | 200-71    | 74        | Vinder (MHK Tambov 3-1 i kampe)            |      |

### VHL(2024-25)
| VHL     | VHL       | VHL       | VHL       | VHL       | VHL       | VHL       | VHL       | VHL       | VHL       | VHL               |
| Sæson   | Grundspil | Grundspil | Grundspil | Grundspil | Grundspil | Grundspil | Grundspil | Grundspil | Grundspil | Slutspil          |
| Sæson   | Division  | Plac.     | K         | V         | Vo        | To        | T         | Målscore  | Point     | Slutspil          |
| ------- | --------- | --------- | --------- | --------- | --------- | --------- | --------- | --------- | --------- | ----------------- |
| 2024-25 | -         | 32/33     | 64        | 15        | 3         | 9         | 37        | 130-217   | 45        | Ikke kvalificeret |

## Trænere
Tekst mangler, hjælp os med at skrive teksten